# VxWorks
VxWorks ist ein proprietäres Echtzeitbetriebssystem, das von Wind River Systems entwickelt wird. Es wird vor allem in bestimmten Kleingeräten verwendet. Typische Anwendungsgebiete umfassen z. B. Luft- und Raumfahrt sowie Verteidigung, darüber hinaus Maschinensteuerungen, medizintechnische Geräte und Netzwerk-Infrastruktur. Außerdem wurde es von Canon für digitale Fotoapparate verwendet, ist allerdings seit 2007 durch die Eigenentwicklung DRYOS ersetzt worden.
In der IT setzt Fujitsu Technology Solutions VxWorks als Basis für das Betriebssystem seiner Speichersysteme ETERNUS DX ein.
Industrierobotersysteme der KUKA AG verwenden neben einem klassischen Windows auch VxWorks. Diese Kombination wird vom Hersteller „VxWin“ genannt.
Die Entwicklung von Programmen für VxWorks findet auf einem leistungsstärkeren Host-Computer wie etwa einem PC oder einer Workstation statt. Diese erzeugen spezielle Programmversionen für die jeweils gewünschte Art des Kleingeräts. Als Zielplattformen stehen unterschiedliche Befehlssatzarchitekturen (z. B. Arm) bzw. Systeme mit bestimmten Prozessoren (z. B. XScale, ein Arm-Prozessor) zur Verfügung.
VxWorks wurde bei der Mars-Reconnaissance-Orbiter- und Pathfinder-Mission zum Mars eingesetzt. Die Mars-Fahrzeuge Spirit, Opportunity, Curiosity sowie Perseverance werden von Rechnern gesteuert, die ebenfalls unter VxWorks laufen.